# マリー・カレルギー

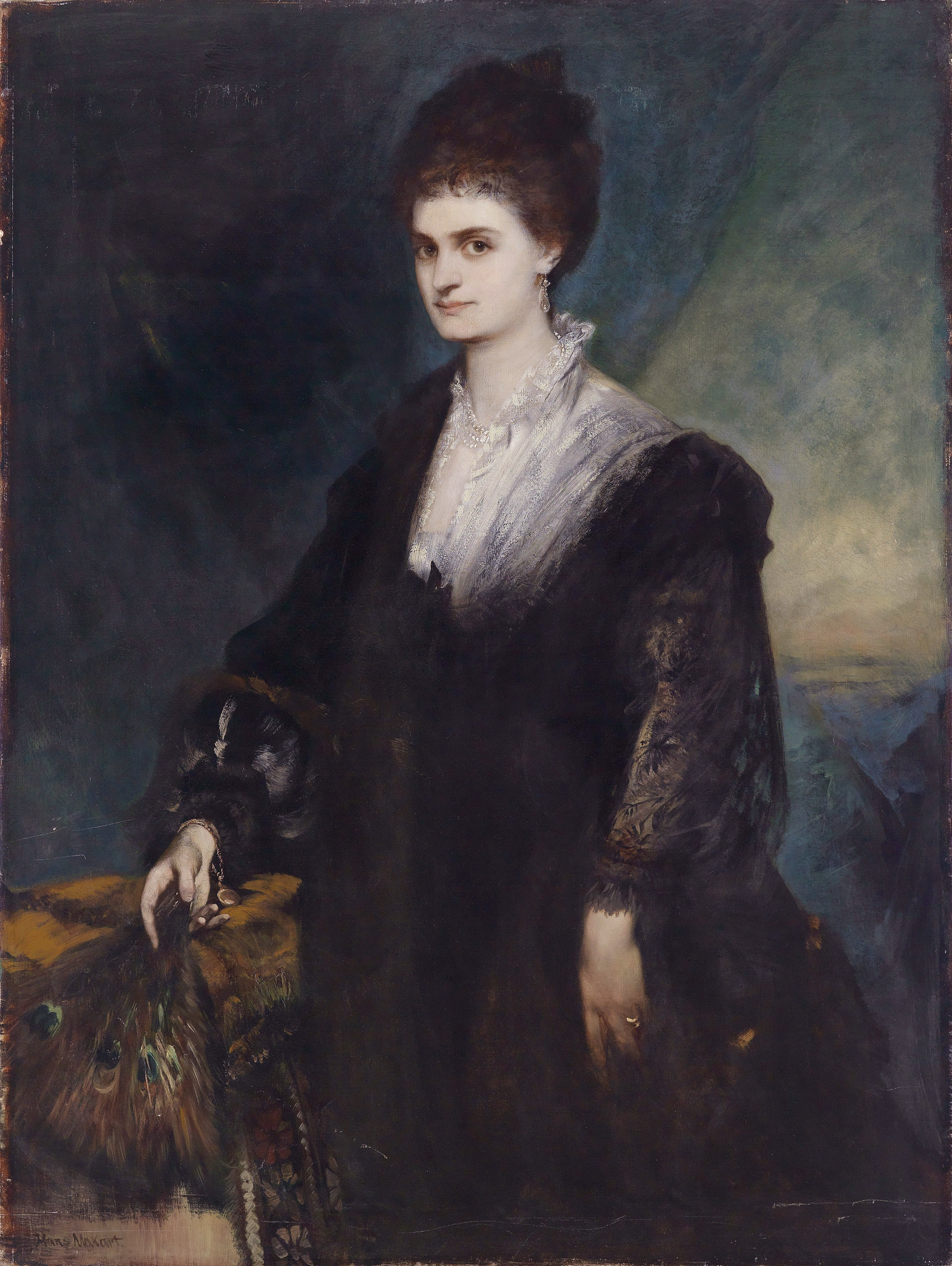
マリー・カレルギス (ハンス・マカルト)

マリー・カレルギー（Marie Kalergi、1840年1月16日 - 1877年3月11日）は、ポーランド人の貴族。サンクトペテルブルクで生まれ、大地主で、10世紀前後からのヨーロッパ最古級の貴族家系のひとつであり、東ローマ皇帝ニケフォロス2世フォカスの子孫であるカレルギス家出身のヤン・カレルギス伯爵とその妻でロシアの政界の重鎮であるネッセルローデ伯爵の姪であるマリア・ネッセルロードの娘である。1857年6月27日にパリでフランツ・カール・クーデンホーフ伯爵と結婚し、クーデンホーフ＝カレルギー家を設立した。37歳で夫の領地ロンスペルクで亡くなった。

## 子女
- ハインリヒ・ヨハン・マリー・クーデンホーフ・カレルギー （1859年 - 1906年） - フランツ・カールとマリーの長男。1903年に「クーデンホーフ・カレルギー」という姓に改名した。また、外交官として来日し、日本人の青山光子と結婚したことでも知られている。

- フリードリヒ・クーデンホーフ＝カレルギー（1861年 - 1882年） - フランツ・カールとマリーの次男。
- ヨハン・ドミニク・マリア・クーデンホーフ＝カレルギー（1863年 - 1925年） - フランツ・カールとマリーの三男。
- マリア・テクラ・ヴァルブルガ・フランツィスカ・クーデンホーフ＝カレルギー（1865年 - 1933年） - フランツ・カールとマリーの長女。
- リヒャルト・ヨーゼフ・フランツ・マリア・クーデンホーフ＝カレルギー（1867年 - 1934年） - フランツ・カールとマリーの四男。
- マリエッタ・アンナ・ゾフィー・ヴィクトリエ・クーデンホーフ＝カレルギー（1874年 - 1938年） - フランツ・カールとマリーの次女。